# Aly & Fila
Aly & Fila — єгипетський електронний дует, який у 1999 році заснували Алі Ель Сайед Амр Фатхалах (Aly) та Фаді Вассеф Нагіб (Fila). Колектив здобув популярність завдяки композиціям і реміксам у стилі апліфтинг-транс.

## Історія
Алі Ель Сайед Амр Фатхалах (Алі) і Фаді Вассеф Нагіб (Філа) народилися у 1981 році і були знайомі ще з дитсадка та разом навчалися у школі. У 1996 році під час перебування у Німеччині Фаді купив кілька дисків від Gatecrasher. Подібна музика в Єгипті ніде не продавалася і була практично не відома широкому загалу слухачів. Хлопці були просто зачаровані красою та мелодійністю транс-музики. Їхніми кумирами того часу стали Chicane, Paul van Dyk та The Thrillseekers. У 1999 році вони вирішили зібрати свою власну невелику домашню студію. На початкових етапах кар'єри Фаді більше приваблював діджеїнг, тоді як Алі був захоплений грою на клавішних. Приблизно 2001 року вони об'єднали свої зусилля на обох фронтах. Алі та Фаді розпочали активні виступи зі своїми діджейськими сетами у себе в країні. Музиканти досить швидко набули популярності на батьківщині, і всі їхні подальші дії були спрямовані на міжнародне визнання.
Першим значним кроком у цьому напрямі для них стало підписання контракту з німецьким лейблом Euphonic Records у 2002 році. Вони стали першим дуетом з Єгипту, який вийшов на міжнародний рівень. Їхній перший реліз, "Eye of Horus", зіграли Paul Van Dyk, Armin Van Buuren, DJ Tiësto та інші. Незабаром трек був перевиданий на Fundamental Recordings у Нідерландах і досяг 4 позиції в Dutch Dance Chart.
Після закінчення контракту з Euphonic Records Фаді познайомився зі швейцарським діджеєм Енді Принцем (Andy Prinz), засновником звукозаписної компанії Offshore Music Entertainment. На цьому лейблі був запущений підлейбл Offshore під назвою Egyptian Edition, на якому Aly & Fila почали випускати власну музику. Першим релізом нового лейблу став "Spirit of Ka", який на той час вже встиг побувати в трек-листах багатьох діджеїв. До синглу, окрім оригіналу, потрапив також ремікс німця Маркуса Шульца.
З 2006 року дует Aly & Fila на сцені став представляти лише Фаді, оскільки Алі отримав серйозну травму вуха під час виступу і йому порадили уникати гучної музики, інакше існує ризик взагалі втратити слух на це вухо. Однак, за словами самого Алі, це не позначилося на спільній творчій діяльності.
У 2006 році дует запустив на інтернет-радіостанції Digitally Imported власне радіошоу під назвою Future Sound of Egypt, яке виходить щосереди о 22:00 за центральноєвропейським часом.
Aly & Fila брали участь у святкуванні низки ювілейних випусків шоу Арміна ван Бюрена "A State of Trance" по всьому світу, включаючи такі місця, як Ден Бош, Маямі, Сідней, Буенос-Айрес, Утрехт  та багато інших. З кожним роком популярність єгипетського дуету зростала, про що свідчили результати DJ Mag Top 100. У 2007 році Aly & Fila посіли 111-е місце у списку 250 найкращих діджеїв світу, у 2008 році вони були вже на 31-му місці, у 2009 році досягли 22-го місця, а в 2010 році піднялися ще на дві позиції, посівши 20-е місце в сотні найкращих діджеїв планети.
У 2009 році дует заснував власний лейбл звукозапису, назвавши його, як і радіошоу, Future Sound of Egypt Recordings. Лейбл підписав контракти з такими діджеями, як Sean Tyas, Arctic Moon, M.I.K.E. Push, Roger Shah, The Thrillseekers, Bjorn Akesson та Neptune Project. Вони також підписали контракти з іншими майбутніми єгипетськими транс-ді-джеями, такими як Philippe El Sisi, Mohamed Ragab та Brave, а на початку 2010 року FSOE Recordings приєднався до лейблу Armada Music, ставши 28-м підлейблом у складі Armada.
28 травня 2010 року вийшов дебютний студійний альбом "Rising Sun" на Armada. У ньому дует об’єднав зусилля вокалістів та продюсерів Tiff Lacey, Sue McLaren, Josie, Denise Rivera, Philippe El Sisi, Bjorn Akesson та ін. Характерним звучанням Aly & Fila є піднесений і ейфоричний транс, основний жанр їхнього першого альбому.
2 грудня 2011 року Aly & Fila відсвяткували 200-й випуск свого радіошоу Future Sound Of Egypt 200, організувавши виступ у рідному Єгипті, у Шарм-ель-Шейху. До складу виконавців входили John O’Callaghan, Roger Shah, Sied Van Riel та ін.
8 липня 2013 року відбувся реліз другого студійного альбому "Quiet Storm" на Armada. Над його створенням брали участь також Solarstone, Arctic Moon, John O'Callaghan, Giuseppe Ottaviani та ін.
Третій студійний альбом під назвою "The Other Shore" Aly & Fila випустили 3 жовтня 2014 року на Armada Digital, в якому співпрацювали з Ferry Tayle, Stoneface & Terminal, Roger Shah, Roxanne Emery та ін.
У 2015 році дует випустив четвертий студійний альбом під назвою "The Chill Out" у не властивих для себе стилях ембієнт і давнтемпо.
18 вересня 2017 року вийшов п'ятий студійний альбом під назвою "Beyond The Lights" на FSOE Recordings.
25 листопада 2019 року відбувся реліз шостого студійного альбому "It's All About The Melody" також на FSOE Recordings.

## Досягнення
Дует виступав на подіях по всьому світу, включаючи Ultra Music Festival, Tomorrowland, Global Gathering, і Luminosity Beach Festival. Чотири з їхніх треків було обрано як «Мелодія року» на шоу Арміна Ван Бюрена "A State of Trance": «We Control The Sunlight» в 2011 році, «Unbreakable» в 2016 році, «Somebody Loves You» в 2020 році, і «For All Time» в 2021 році.

## Дискографія

### Студійні альбоми
| Рік  | Назва                     |
| ---- | ------------------------- |
| 2010 | Rising Sun                |
| 2013 | Quiet Storm               |
| 2014 | The Other Shore           |
| 2015 | The Chill Out             |
| 2017 | Beyond the Lights         |
| 2019 | It's All About The Melody |

### Альбоми реміксів
| Рік  | Назва                     |
| ---- | ------------------------- |
| 2011 | Rising Sun (The Remixes)  |
| 2014 | Quiet Storm (The Remixes) |

### Збірки
| Рік  | Назва                                      | Лейбл             |
| ---- | ------------------------------------------ | ----------------- |
| 2008 | TranceWorld Vol. 2                         | Armada            |
| 2009 | Techno Club Vol. 30 (з Talla 2XLC)         | Klubbstyle Media  |
| 2009 | Street Parade 2009 – Trance                | EMI               |
| 2010 | Future Sound of Egypt Vol. 1               | Armada            |
| 2011 | Summer Showcase                            | DJ Magazine       |
| 2012 | Future Sound of Egypt Vol. 2               | Armada            |
| 2014 | Trance Nation 2014                         | Ministry Of Sound |
| 2014 | A State Of Trance 650 – New Horizons       | Armada            |
| 2015 | Future Sound of Egypt Vol. 3               | Armada            |
| 2015 | Future Sound of Egypt 400                  | Armada            |
| 2016 | Armada Collected                           | Armada            |
| 2016 | Future Sound of Egypt 450                  | FSOE Recordings   |
| 2017 | Future Sound Of Egypt - Best Of 2017       | FSOE Recordings   |
| 2018 | Future Sound Of Egypt 500                  | FSOE Recordings   |
| 2018 | Future Sound Of Egypt 550 - A World Beyond | FSOE Recordings   |

### Сингли
| Рік  | Назва                                                                                          | Лейбл                 |
| ---- | ---------------------------------------------------------------------------------------------- | --------------------- |
| 2003 | Eye of Horus                                                                                   | Euphonic Records      |
| 2004 | Spirit of Ka                                                                                   | Offshore Music        |
| 2005 | Thebes                                                                                         | Offshore Music        |
| 2007 | Ankh – Breath of Life (as A&F Project)                                                         | Offshore Music        |
| 2007 | Uraeus (as A&F Project)                                                                        | Offshore Music        |
| 2007 | A Dream of Peace (with Amadeus)                                                                | Discover              |
| 2008 | Key of Life                                                                                    | Offshore Music        |
| 2008 | Dynasty                                                                                        | Offshore Music        |
| 2008 | How Long? (featuring Jahala)                                                                   | Soundpiercing         |
| 2008 | Lost Language                                                                                  | Soundpiercing         |
| 2009 | Khepera                                                                                        | FSOE Recordings       |
| 2010 | I Can Hear You (featuring Sue McLaren)                                                         | FSOE Recordings       |
| 2010 | Listening                                                                                      | FSOE Recordings       |
| 2010 | My Mind Is With You (featuring Denise Rivera)                                                  | FSOE Recordings       |
| 2011 | Still (featuring Sue McLaren)                                                                  | FSOE Recordings       |
| 2011 | We Control the Sunlight (featuring Jwaydan)                                                    | FSOE Recordings       |
| 2011 | Paradise (featuring Tiff Lacey)                                                                | FSOE Recordings       |
| 2011 | Freedom                                                                                        | Self-released         |
| 2012 | 200 (FSOE 200 Anthem)                                                                          | FSOE Recordings       |
| 2012 | Coming Home (featuring Jwaydan)                                                                | FSOE Recordings       |
| 2012 | Perfect Love (with Roger Shah and Adrina Thorpe)                                               | FSOE Recordings       |
| 2012 | Sand Theme(FSOE 250 Anthem) (with Bjorn Akesson)                                               | FSOE Recordings       |
| 2012 | Fireisland (with Solarstone)                                                                   | Black Hole Recordings |
| 2012 | Vapourize (with John O’Callaghan)                                                              | FSOE Recordings       |
| 2013 | Without You (with Susana)                                                                      | FSOE Recordings       |
| 2013 | The Journey (FSOE 300 Anthem) (with Fady & Mina)                                               | FSOE Recordings       |
| 2013 | Running Out Of Time (featuring Chris Jones)                                                    | FSOE Recordings       |
| 2013 | Brilliant People (with Giuseppe Ottaviani)                                                     | Black Hole Recordings |
| 2013 | Mysteries Unfold (featuring Sue McLaren)                                                       | FSOE Recordings       |
| 2014 | For All Time (with Jaren)                                                                      | FSOE Recordings       |
| 2014 | Eye 2 Eye (FSOE 350 Anthem) (with Roger Shah featuring Sylvia Tosun)                           | FSOE Recordings       |
| 2014 | Universelab (with Stoneface & Terminal)                                                        | FSOE Recordings       |
| 2014 | Nubia (with Ferry Tayle)                                                                       | FSOE Recordings       |
| 2014 | Full Throttle (with Sneijder)                                                                  | FSOE Recordings       |
| 2014 | Guardian (with Paul van Dyk featuring Sue McLaren)                                             | Ultra Records         |
| 2015 | The Other Shore (Sampler)                                                                      | FSOE Recordings       |
| 2015 | Napoleon (with Ferry Tayle)                                                                    | FSOE Recordings       |
| 2015 | Es Vedra (with The Thrillseekers)                                                              | FSOE Recordings       |
| 2015 | A New Age (FSOE 400 Anthem) (with Omar Sherif and Jonathan Carvajal)                           | FSOE Recordings       |
| 2016 | Million Voices (with Luke Bond and Audrey Gallagher)                                           | FSOE Recordings       |
| 2016 | Kingdoms (FSOE450 Anthem) (with Ahmed Romel)                                                   | FSOE Recordings       |
| 2016 | Unbreakable (with Susana and Roger Shah)                                                       | FSOE Recordings       |
| 2017 | Beyond The Lights                                                                              | FSOE Recordings       |
| 2017 | UV (with Paul Thomas)                                                                          | FSOE UV               |
| 2017 | The Chronicles (FSOE 500 Anthem) (with Philippe El Sisi & Omar Sherif featuring Karim Youssef) | FSOE Recordings       |
| 2017 | All Heaven (with Super8 & Tab featuring Ana Criado)                                            | FSOE Recordings       |
| 2017 | Concorde (with Ferry Tayle)                                                                    | FSOE Fables           |
| 2017 | Camellia (with Ferry Corsten)                                                                  | FSOE Recordings       |
| 2017 | Shadow (with Scott Bond and Charlie Walker)                                                    | FSOE Recordings       |
| 2018 | You & I (Emma Hewitt)                                                                          | FSOE Recordings       |
| 2018 | A World Beyond (FSOE 550 Anthem) (with Philippe El Sisi and Omar Sherif)                       | FSOE Recordings       |
| 2018 | Surrender (with Sue McLaren)                                                                   | FSOE Recordings       |
| 2019 | It's All About The Melody                                                                      | FSOE Recordings       |
| 2019 | Gravity (with Deirdre McLaughlin)                                                              | FSOE Recordings       |
| 2019 | Come Home (with Kyau & Albert)                                                                 | FSOE Recordings       |
| 2020 | Te Espero Aqui                                                                                 | FSOE Recordings       |
| 2020 | Wasteland (with James Dymond)                                                                  | FSOE Recordings       |
| 2020 | The Walk                                                                                       | FSOE Recordings       |
| 2020 | So Protected (with Sue Mclaren)                                                                | FSOE Recordings       |
| 2020 | Remember When                                                                                  | FSOE Recordings       |
| 2020 | Plucked                                                                                        | FSOE Recordings       |
| 2020 | Mesca Beach                                                                                    | FSOE Recordings       |
| 2020 | Finally                                                                                        | FSOE Recordings       |
| 2020 | I Won't Let You Fall (with Jes)                                                                | FSOE Recordings       |
| 2020 | Somebody Loves You (with Plumb)                                                                | FSOE Recordings       |
| 2021 | For All Time (with Armin van Buuren) (feat. Kazi Jay)                                          | Armind                |
| 2021 | Sunrise (with Jes)                                                                             | Armind                |
| 2021 | Hymn Of Hope (with Denise Rivera)                                                              | FSOE Recordings       |
| 2022 | Euphony                                                                                        | FSOE Recordings       |
| 2022 | Take Flight (with Greg Downey)                                                                 | FSOE Recordings       |
| 2022 | Shine Ibiza Anthem 2022 (with Paul van Dyk)                                                    | Vandit Records        |
| 2022 | Kings (FSOE750 Anthem) (with Billy Gillies)                                                    | FSOE Recordings       |
| 2023 | Edge Of Tomorrow (with Chapter 47 and Richard Bedford)                                         | FSOE Recordings       |

### Ремікси
| Рік  | Назва                                                             | Лейбл                   |
| ---- | ----------------------------------------------------------------- | ----------------------- |
| 2004 | Audioplacid – Diving                                              | FlowMotion Recordings   |
| 2005 | York – Iceflowers                                                 | Offshore Musi           |
| 2005 | Filo & Peri meet Mike Foyle – Luana                               | Empire State Recordings |
| 2006 | The Thrillseekers feat. Gina Dootson – By Your Side               | Adjusted Music          |
| 2006 | Tatana – Interview with an Angel                                  | Sirup                   |
| 2006 | Miguel Sassot – Empty                                             | Deepblue Limited        |
| 2006 | York feat. Asheni – Mercury Rising                                | Offshore Music          |
| 2006 | Magic Island – Paradise                                           | Deepblue Records        |
| 2007 | Ben Gold feat. Senadee – Say the Words                            | Flux Delux              |
| 2007 | Deems – Tears of Hope                                             | Discover                |
| 2007 | Lost Witness vs. Sassot – Whatever                                | A State Of Trance       |
| 2007 | FKN feat. Jahala – Why                                            | Discover                |
| 2007 | Mark Eteson & Jon Prior – Dynamic Stability                       | nu-depth Recordings     |
| 2007 | DT8 Project – Hold Me Till the End                                | Mondo Records           |
| 2007 | Andy Prinz with Naama Hillman – Quiet of Mind                     | Offshore Music          |
| 2007 | Mr. Sam feat. Kirsty Hawkshaw – Split                             | Maelstrom Records       |
| 2007 | Abbott & Chambers – Never After                                   | Alter Ego Records       |
| 2007 | Six Senses pres. Xposure – Niagara                                | Conspiracy Recordings   |
| 2007 | Ben Gold – Roll Cage                                              | Flux Delux              |
| 2007 | Majera – Velvet Sun                                               | Deepblue Records        |
| 2007 | DJ Atmospherik feat. Henchman – You Owe Me                        | TBA                     |
| 2008 | Mungo – Summer Blush                                              | A State Of Trance       |
| 2008 | Armin van Buuren feat. Susana – If You Should Go                  | Armada                  |
| 2008 | DJ Shah feat. Adrina Thorpe – Back To You                         | Magic Island Records    |
| 2008 | Filo & Peri feat. Eric Lumiere – Shine On                         | Vandit Records          |
| 2008 | Lange feat. Sarah Howells – Out of the Sky                        | Maelstrom Records       |
| 2008 | Rapid Eye – Circa Forever                                         | ATCR                    |
| 2008 | DNS Project pres. Whiteglow – Airbourne                           | Monster Tunes           |
| 2008 | Sunlounger feat. Zara – Lost                                      | Magic Island Records    |
| 2009 | Friends Of Street Parade – Move Your Mind                         | EMI                     |
| 2009 | Neptune Project – Aztec                                           | FSOE Recordings         |
| 2009 | FKN feat. Jahala – Still Time                                     | Deepblue Records        |
| 2009 | Sly One – This Late Stage                                         | Discover                |
| 2009 | Philippe El Sisi feat. Aminda – You Never Know                    | FSOE Recordings         |
| 2009 | Vast Vision feat. Fisher – Everything                             | FSOE Recordings         |
| 2010 | Leon Bolier – Shimamoto                                           | 2 Play Records          |
| 2010 | Max Graham feat. Ana Criado – Nothing Else Matters                | Re*Brand                |
| 2010 | Gaia – Aisha                                                      | Armada                  |
| 2010 | Solarstone – Touchstone                                           | Solaris Recordings      |
| 2010 | Nacho Chapado & SMAZ feat. Sue McLaren – Between Heaven and Earth | FSOE Recordings         |
| 2010 | John Askew – Intimate Strangers                                   | FSOE Recordings         |
| 2011 | Sied van Riel feat. Nicola McKenna – Stealing Time                | Liquid Recordings       |
| 2011 | Ayumi Hamasaki – Days                                             | Avex Trax               |
| 2011 | Mandala Bros – Return To India                                    | Mandala Beatz           |
| 2011 | Bjorn Akesson & Jwaydan – Xantic                                  | FSOE Recordings         |
| 2011 | Protoculture feat. Shannon Hurley – Sun Gone Down                 | Armada                  |
| 2011 | Joel Hirsch feat. Dustin Allen – Alive                            | Unearthed Records       |
| 2012 | Andy Moor feat. Jessica Sweetman – In Your Arms                   | AVA Recordings          |
| 2012 | Gareth Emery feat. Christina Novelli – Concrete Angel             | Garuda                  |
| 2012 | Alex M.O.R.P.H. feat. Hannah – When I Close My Eyes               | Armada                  |
| 2013 | Roger Shah & Brian Laruso feat. JES – Higher Than The Sun         | Magik Muzik             |
| 2013 | Simon O’Shine & Sergey Nevone – Apprehension                      | Armada                  |
| 2013 | Armin van Buuren feat. Laura Jansen – Sound Of The Drums          | Armada                  |
| 2014 | Luke Bond feat. Roxanne Emery – On Fire                           | Garuda                  |
| 2014 | Peter Santos – Under The Same Sky                                 | Go On Air               |
| 2015 | Bobina – Invisible Touch                                          | Magik Muzik             |
| 2015 | Paul van Dyk – Heart Like An Ocean                                | New State Music         |
| 2016 | Mohamed Ragab feat. Jaren – Hear Me                               | FSOE Recordings         |
| 2016 | Ferry Corsten – Beautiful                                         | Flashover Recordings    |
| 2018 | Roger Shah & Aisling Jarvis – Hold Your Head Up High              | FSOE Recordings         |